# William Hunter (Politiker, 1774)

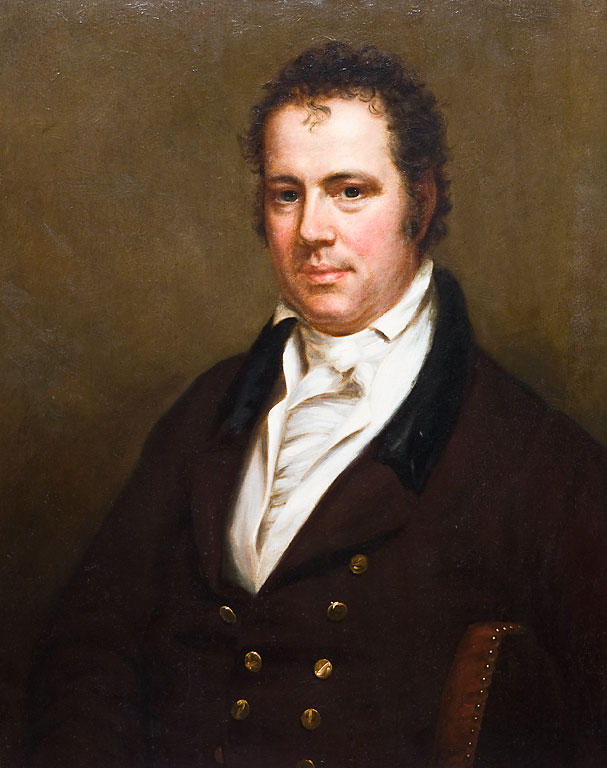
William Hunter (Gemälde von Charles Bird King)

William Hunter (* 26. November 1774 in Newport, Colony of Rhode Island and Providence Plantations; † 3. Dezember 1849 ebenda) war ein US-amerikanischer Politiker, der den Bundesstaat Rhode Island im US-Senat vertrat.
William Hunter besuchte die Rogers School in seiner Heimatstadt Newport und im Anschluss das College of Rhode Island and Providence Plantations, die heutige Brown University, in Providence. Dort machte er 1791 seinen Abschluss. Im selben Jahr ging er nach England, um dort Medizin zu studieren; nach seiner Ankunft änderte er aber seine Absichten und ließ sich am Inner Temple in London zum Juristen ausbilden. 1793 kehrte er nach Newport zurück und praktizierte dort als Anwalt.
Ab 1799 war Hunter auch politisch aktiv. Er zog in das Repräsentantenhaus von Rhode Island ein und verblieb dort bis 1812. Noch während dieser Zeit wurde er, bedingt durch den Rücktritt von US-Senator Christopher G. Champlin, als dessen Nachfolger in den Kongress gewählt. Er nahm sein Mandat in Washington, D.C. als Föderalist ab dem 28. Oktober 1811 wahr und verblieb dort nach einer Bestätigung durch das Parlament seines Staates bis zum 3. März 1821. Während dieser Zeit stand er zwischen 1815 und 1817 dem Handelsausschuss vor.
Im Anschluss kehrte Hunter nach Rhode Island zurück und verbrachte dort von 1823 bis 1825 eine weitere Amtszeit im Staatsparlament. Er nahm in Newport wieder seine Anwaltstätigkeit auf, ehe er 1834 von Präsident Andrew Jackson zum amerikanischen Geschäftsträger (Chargé d’Affaires) in Brasilien ernannt wurde. Später stieg er zum Envoy Extraordinary and Minister Plenipotentiary auf und erfüllte damit praktisch die Aufgaben eines Botschafters.
Hunter verließ Brasilien 1845 und ließ sich wieder in Newport nieder, wo er vier Jahre später starb. Er wurde auf dem Trinity Church Graveyard beigesetzt. Sein Haus in Newport, das Hunter House, wurde 1968 in das National Register of Historic Places aufgenommen und ist seitdem auch ein National Historic Landmark.